# Limnichidae
Limnichidae — родина комах із ряду твердокрилих, що налічує близько 300 видів. Поширені повсюди.

## Опис
Маленькі жуки 1.0-3.3 мм в довжину.

## Систематика
Limnichidae Erichson, 1846
- Підродина: Cephalobyrrhinae Champion, 1925
  - Рід: Cephalobyrrhus
  - Рід: Erichia
  - Рід: Parathroscinus
  - Рід: Throscinus
- Підродина: Hyphalinae Britton, 1971
  - Рід: Hyphalus
- Підродина: Limnichinae Erichson, 1846
  - Рід: Afrolimnichus
  - Рід: Bothriophorus
  - Рід: Byrrhinus
  - Рід: Cephalobyrrhinus
  - Рід: Chibidoronus
  - Рід: Corrinea
  - Рід: Cyclolimnichus
  - Рід: Eulimnichus
  - Рід: Geolimnichus
  - Рід: Limnichites
  - Рід: Limnichoderus
  - Рід: Limnichomorphus
  - Рід: Limnichus
  - Рід: Paralimnichus
  - Рід: Pelochares
  - Рід: Phalacrichus
  - Рід: Physemus
  - Рід: Platypelochares
  - Рід: Tricholimnichus
- Підродина: Thaumastodinae Champion, 1924
  - Рід: Acontosceles
  - Рід: Babalimnichus
  - Рід: Martinius
  - Рід: Mexico
  - Рід: Pseudeucinetus
- Підродина: incertae sedis
  - Рід: Ersachus
  - Рід: †Palaeoersachus